# Horní Radslavice
Horní Radslavice (německy Ober Ratzlawitz) jsou obec v okrese Žďár nad Sázavou v Kraji Vysočina. Leží devět kilometrů západně od Velkého Meziříčí. Žije zde 100 obyvatel.
Sousedními obcemi sídla jsou Uhřínov, Otín, Svatoslav, Pavlínov, Bochovice a Horní Heřmanice.

## Historie
První písemná zmínka o obci pochází z roku 1377.

## Obyvatelstvo
| Rok            | 1869 | 1880 | 1890 | 1900 | 1910 | 1921 | 1930 | 1950 | 1961 | 1970 | 1980 | 1991 | 2001 | 2011 | 2021 |
| -------------- | ---- | ---- | ---- | ---- | ---- | ---- | ---- | ---- | ---- | ---- | ---- | ---- | ---- | ---- | ---- |
| Počet obyvatel | 249  | 273  | 280  | 254  | 241  | 251  | 236  | 186  | 199  | 174  | 121  | 102  | 96   | 91   | 83   |
| Počet domů     | 40   | 40   | 44   | 44   | 50   | 45   | 46   | 48   | 45   | 42   | 36   | 46   | 48   | 48   | 45   |

## Obecní správa a politika

### Obecní symboly
Znak a vlajka byly obci uděleny rozhodnutím předsedy Poslanecké sněmovny Parlamentu České republiky dne 9. prosince 2015.

### Politika
V letech 2006–2010 působil jako starosta Radek Pospíšil, od roku 2010 tuto funkci vykonává Magda Komínková.

## Galerie

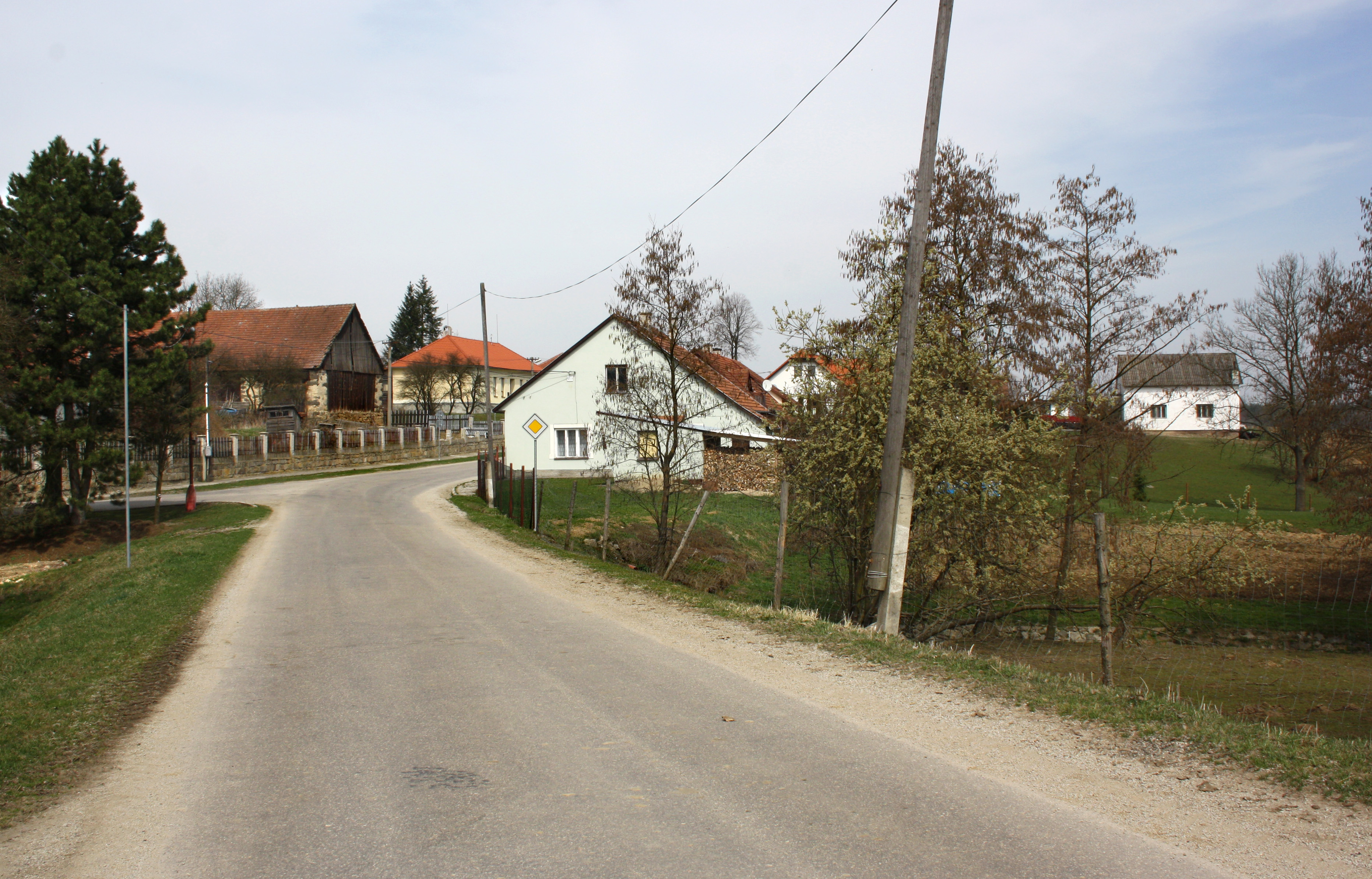
Silnice č. 349 v Horních Radslavicích
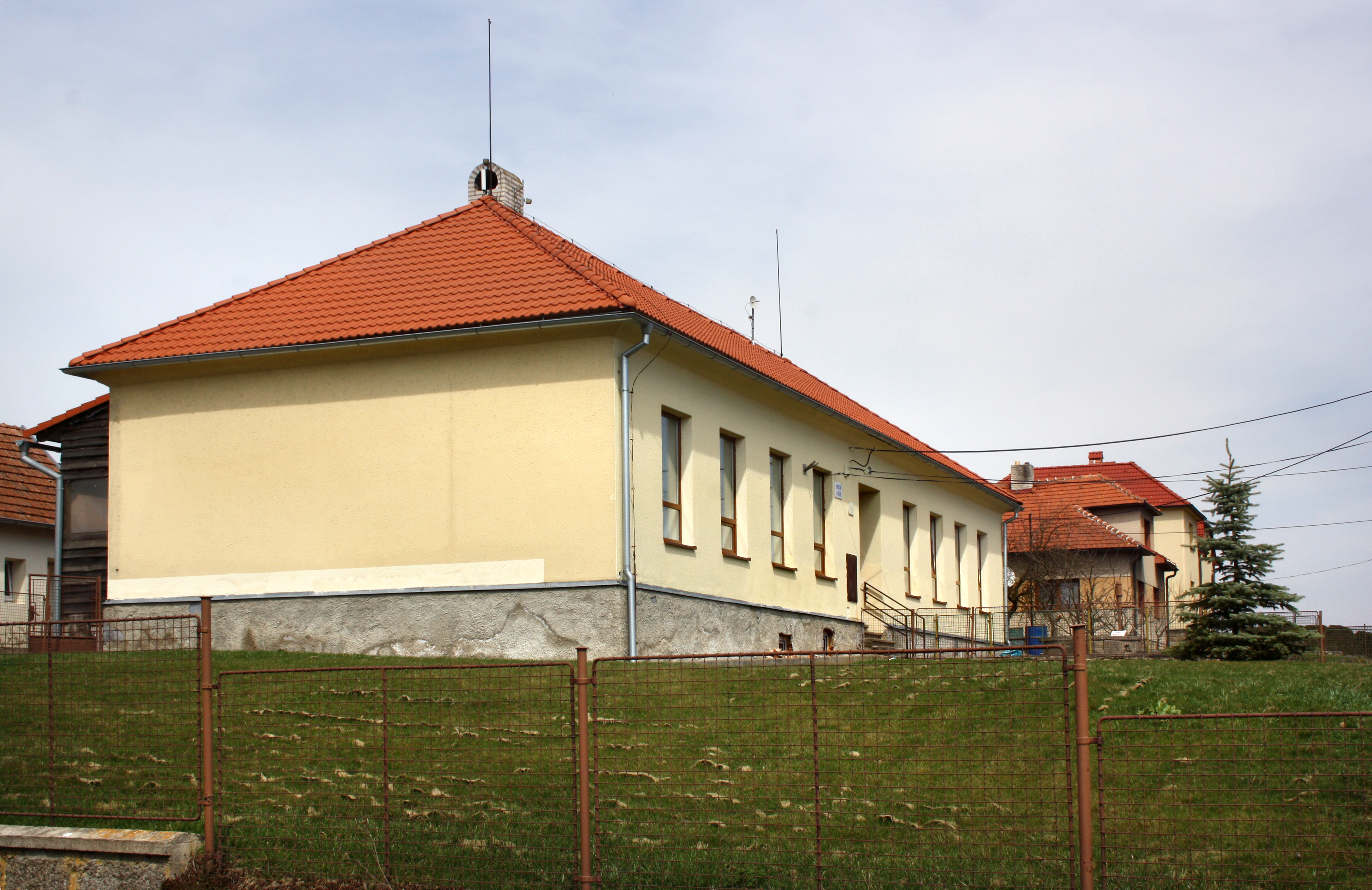
Obecní úřad
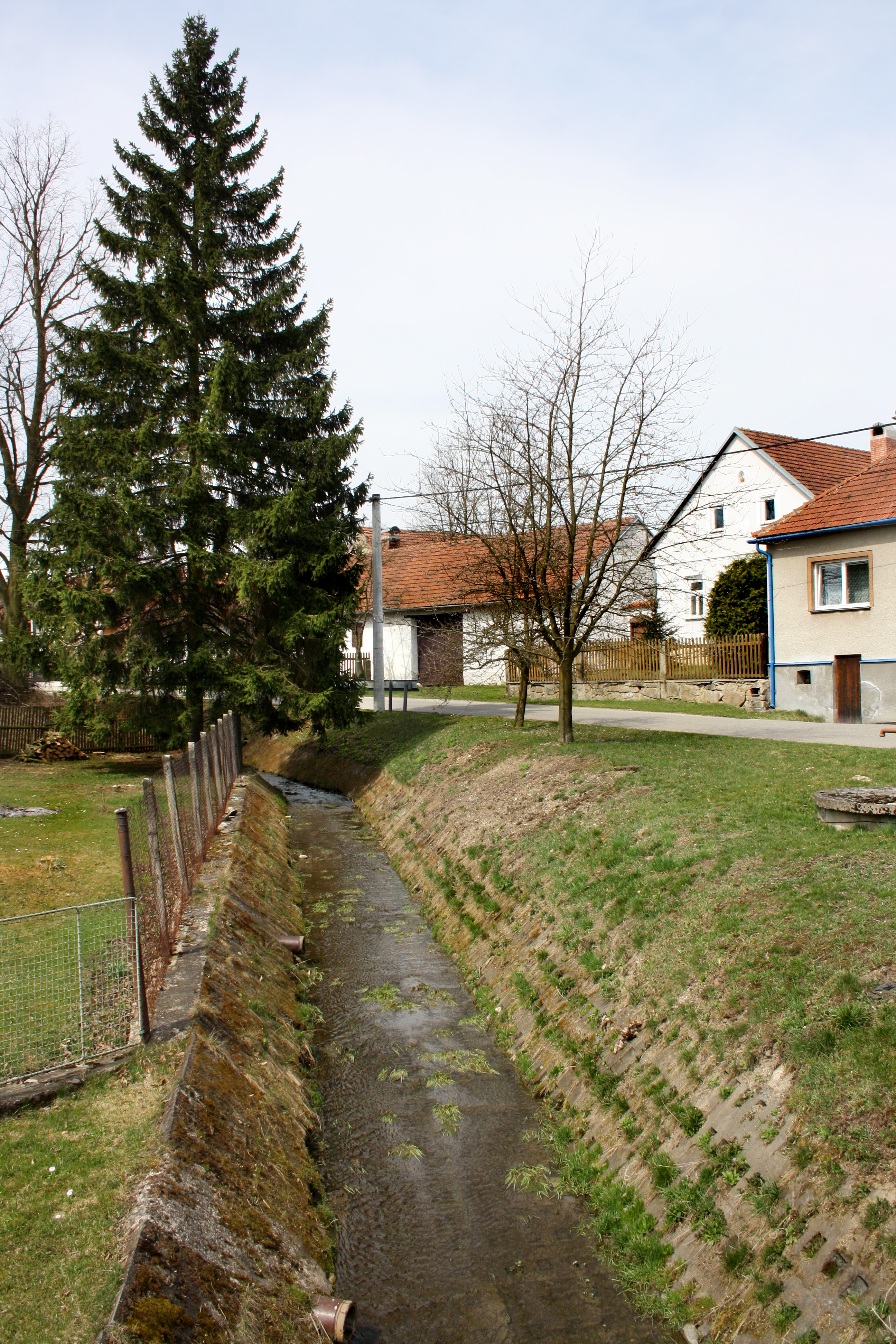
Místní potůček